# Blacus spinarius
Blacus spinarius är en stekelart som först beskrevs av Van Achterberg 1976.  Blacus spinarius ingår i släktet Blacus, och familjen bracksteklar. Inga underarter finns listade.